# Ourthe
Ourthe (valonsky Aiwe d' Oûte) je 135 km dlouhá řeka ve Valonsku (Belgie). Povodí má rozlohu 3672 km². Protéká provinciemi Lucemburk a Lutych.

## Průběh toku
Vzniká soutokem Východní (Ourthe orientale) a Západní Ourthe (Ourthe occidentale). Východní Outhe pramení u vesnice Ourthe v obci Gouvy blízko hranic s Lucemburskem a má délku 45 km. Západní Ourthe je 53 km dlouhá, pramení u vesnice Ourt v obci Libramont-Chevigny a protéká městem Houffalize. Obě zdrojnice se stékají u vesnice Engreux. Od soutoku obou zdrojnic teče řeka přibližně severozápadním směrem a dělí se na dvě části, a sice Horní Outhe (Haute-Ourthe) až po turistické městečko La Roche-en-Ardenne a Dolní Outhe (Basse-Ourthe) dále po proudu až k soutoku s řekou Mázou, do níž ústí zprava ve městě Lutych. Mezi města a obce na Basse-Ourthe patří Hotton, Durbuy, Hamoir a Esneux.

### Přítoky
Hlavní přítoky řeky Ourthe jsou Aisne (soutok v Bomalu), Lembrée (soutok v Logne), Néblon (soutok v Hamoiru), Amblève (soutok v Rivage) a Vesdre (soutok v Chênée, město Lutych).

## Fotografie

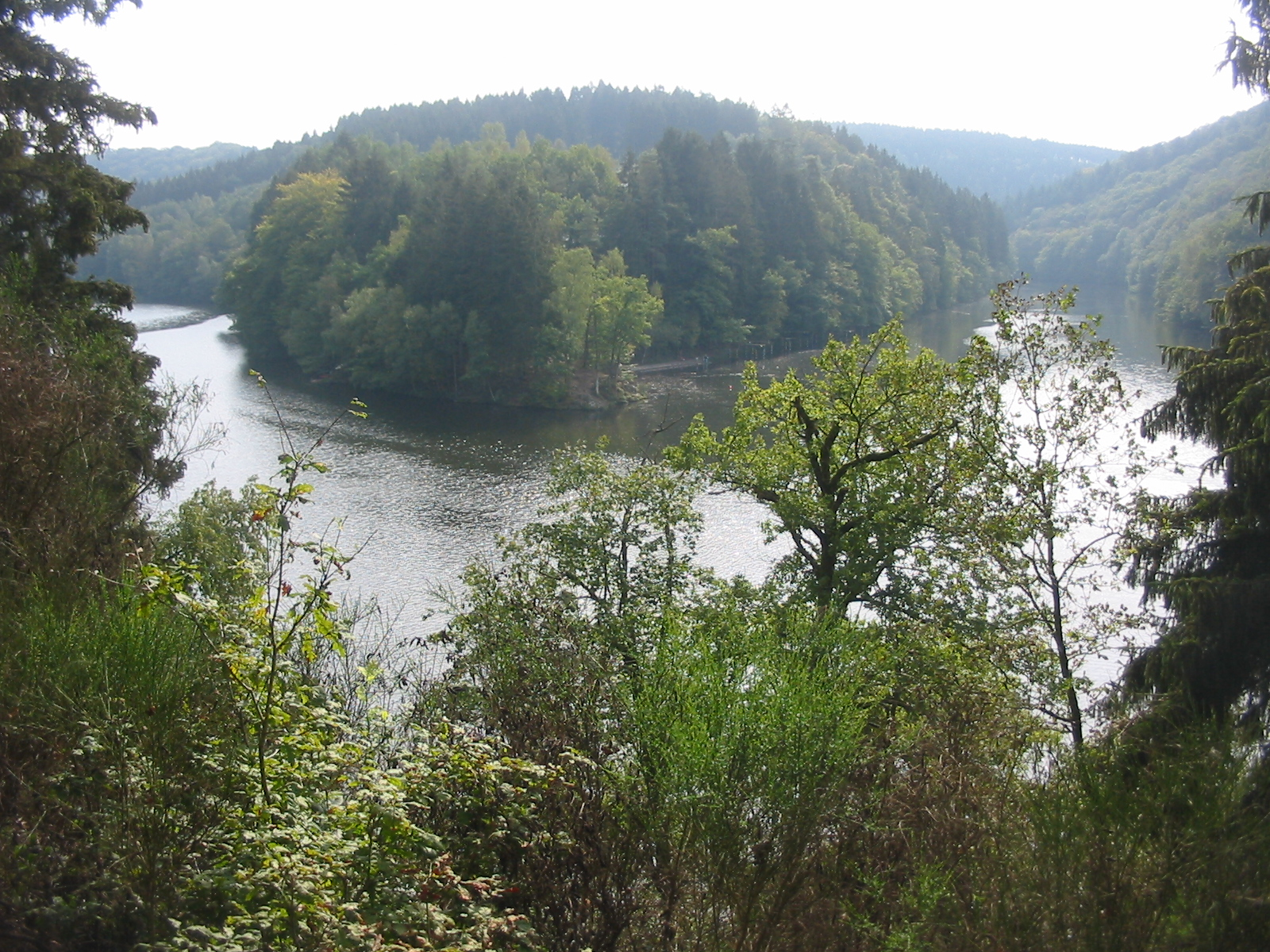
Soutok Orthe occidentale a Ourthe orientale
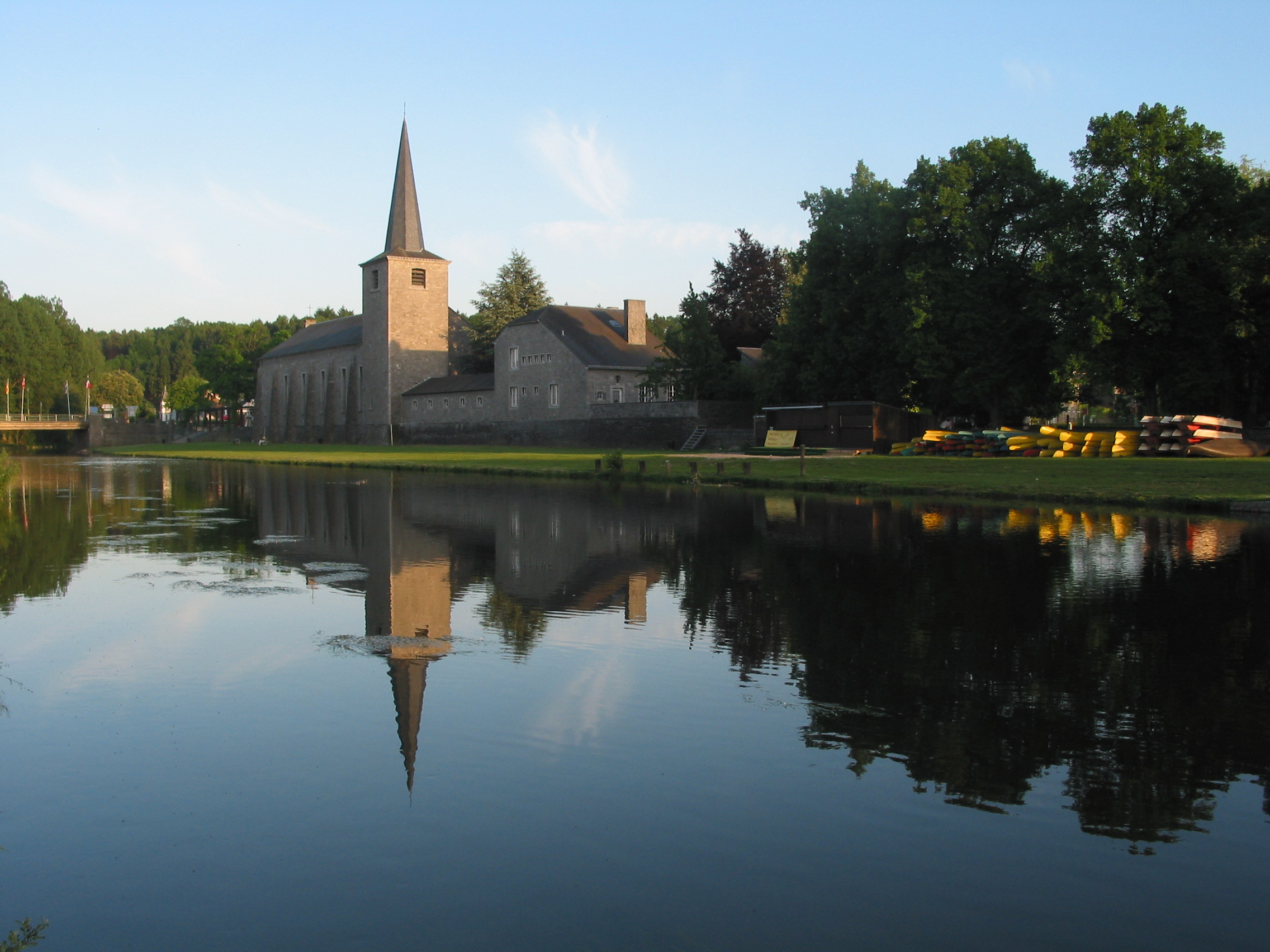
Ourthe v Hottonu
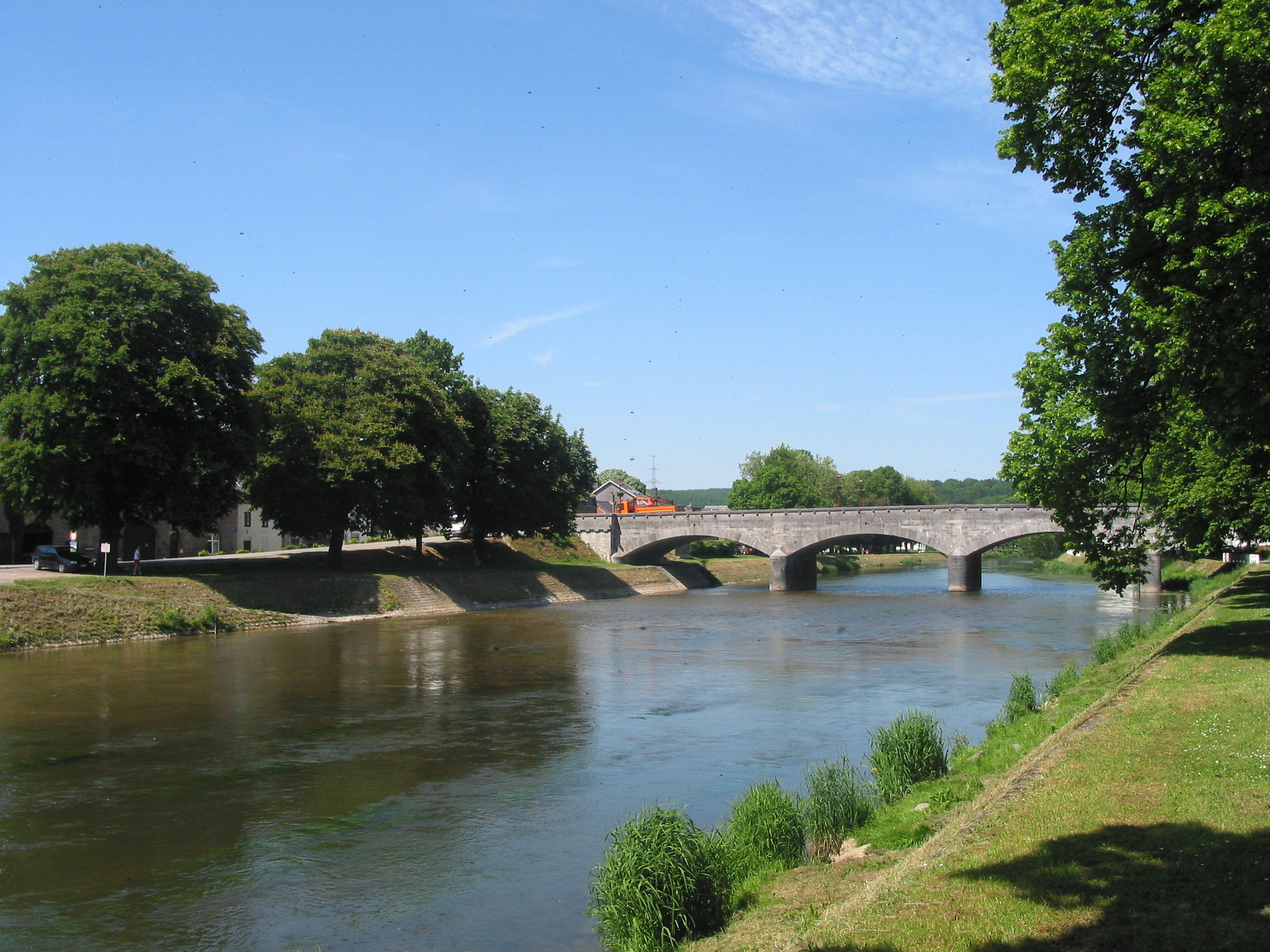